# Merkur Casino Duisburg

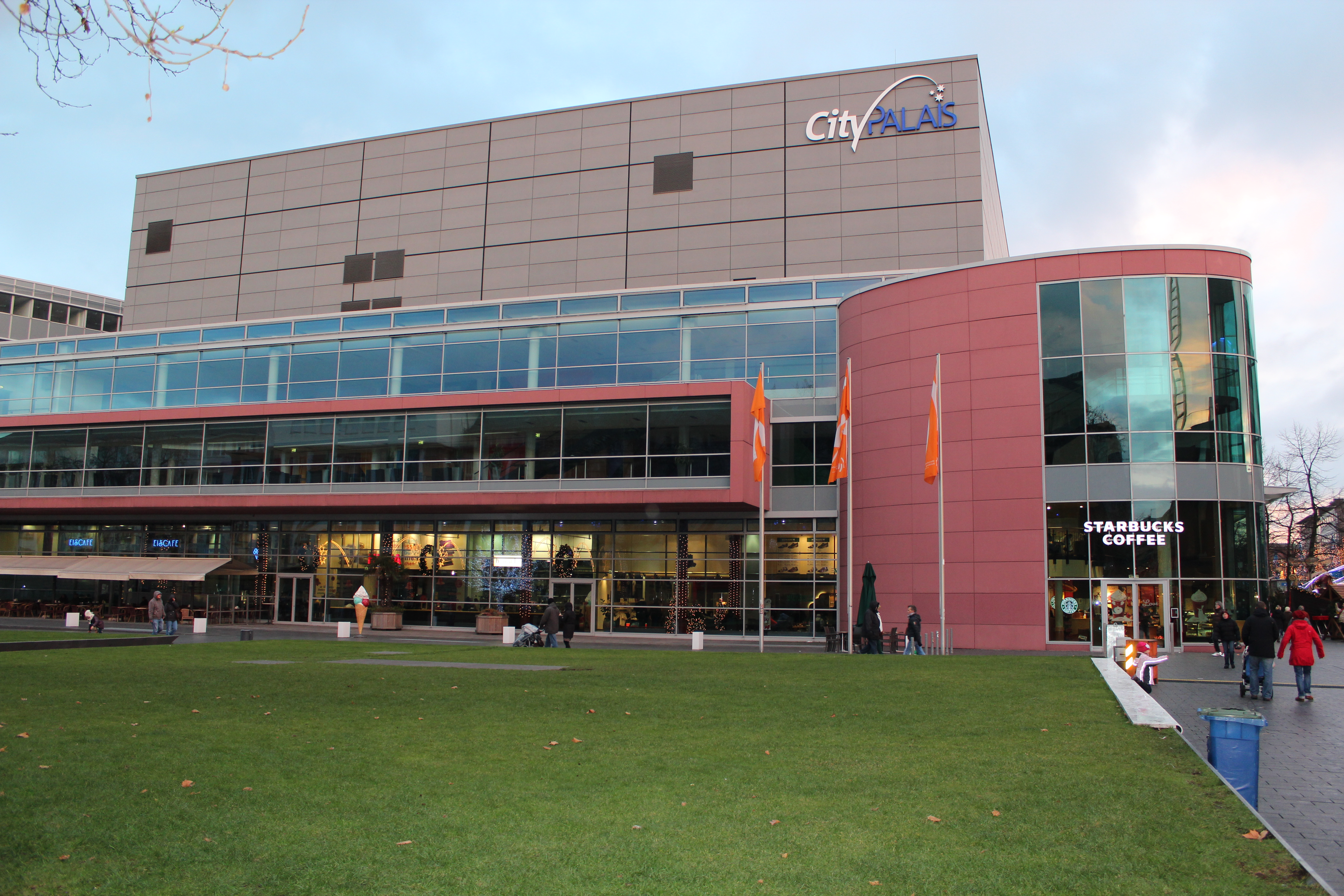
Das Spielcasino im CityPalais

Das Merkur Casino Duisburg ist eine von fünf Spielbanken in Nordrhein-Westfalen. Das Merkur Casino Duisburg gehört zum Unternehmen Merkur Spielbanken NRW GmbH, welches an vier weiteren Standorten in NRW solche Einrichtungen betreibt. Das Duisburger Casino ist das umsatzstärkste in Deutschland.

## Geschichte
Das Merkur Casino Duisburg wurde am 23. Februar 2007 im Entertainment-Komplex CityPalais, das an der Stelle der ehemaligen Mercatorhalle errichtet wurde, eröffnet. Vorausgegangen war eine längere Diskussion über den Standort, so dass 2002 zunächst als Provisorium ein Automatenspiel im Gebäude des alten Postamtes aufmachte. Mit 600.000 Besuchern in weniger als fünf Jahren übertraf es die gesetzten Erwartungen und wurde 2007 in die neue Spielbank integriert. Im ersten Jahr besuchten 700.000 Menschen die Spielbank und brachten 60 Millionen Euro Umsatz. So war das Merkur Casino Duisburg mit 500.000 Gästen im Jahr 2012 das erfolgreichste aller 77 Casinos in Deutschland. 2017 gab es insgesamt nur noch 65 Casinos in Deutschland.

## Einrichtung
Die Spielbank verfügt im Automatenspiel über mehrere hundert Slot-Machines (Automaten). Daneben gibt es im klassischen Spiel auch American-Roulette-Tische, Poker-Tische (Texas Hold’em, zeitweise auch Omaha), Black-Jack-Tische und Multi-Roulette-Stationen.
Von 2007 bis 2017 gab es im Casino das Restaurant "inside".